# 古德霍普鎮區 (明尼蘇達州艾塔斯卡縣)
古德霍普鎮區（英語：Good Hope Township）是位於美國明尼蘇達州艾塔斯卡縣的一個行政鎮區。

## 地方資料
古德霍普鎮區的面積為89.85平方千米，當中陸地面積為79.77平方千米，而水域面積為10.08平方千米。根據2020年美國人口普查的數據，當地共有人口137人，而人口密度為每平方千米1.52人。